# Dasychira nolana
Dasychira nolana är en fjärilsart som beskrevs av Paul Mabille 1882. Dasychira nolana ingår i släktet Dasychira och familjen tofsspinnare. Inga underarter finns listade i Catalogue of Life.